# Großenbach (Hünfeld)
Großenbach ist ein Stadtteil von Hünfeld im osthessischen Landkreis Fulda.

## Geographische Lage
Großenbach liegt im Biosphärenreservat Rhön und im Naturpark Hessische Rhön. Der Ort befindet sich 2,8 Kilometer nordöstlich der Hünfelder Kernstadt am Haune-Zufluss Hasel; die Kreisstadt Fulda liegt 17 Kilometer südsüdwestlich. Südlich der Ortschaft erhebt sich der Rößberg.

## Geschichte

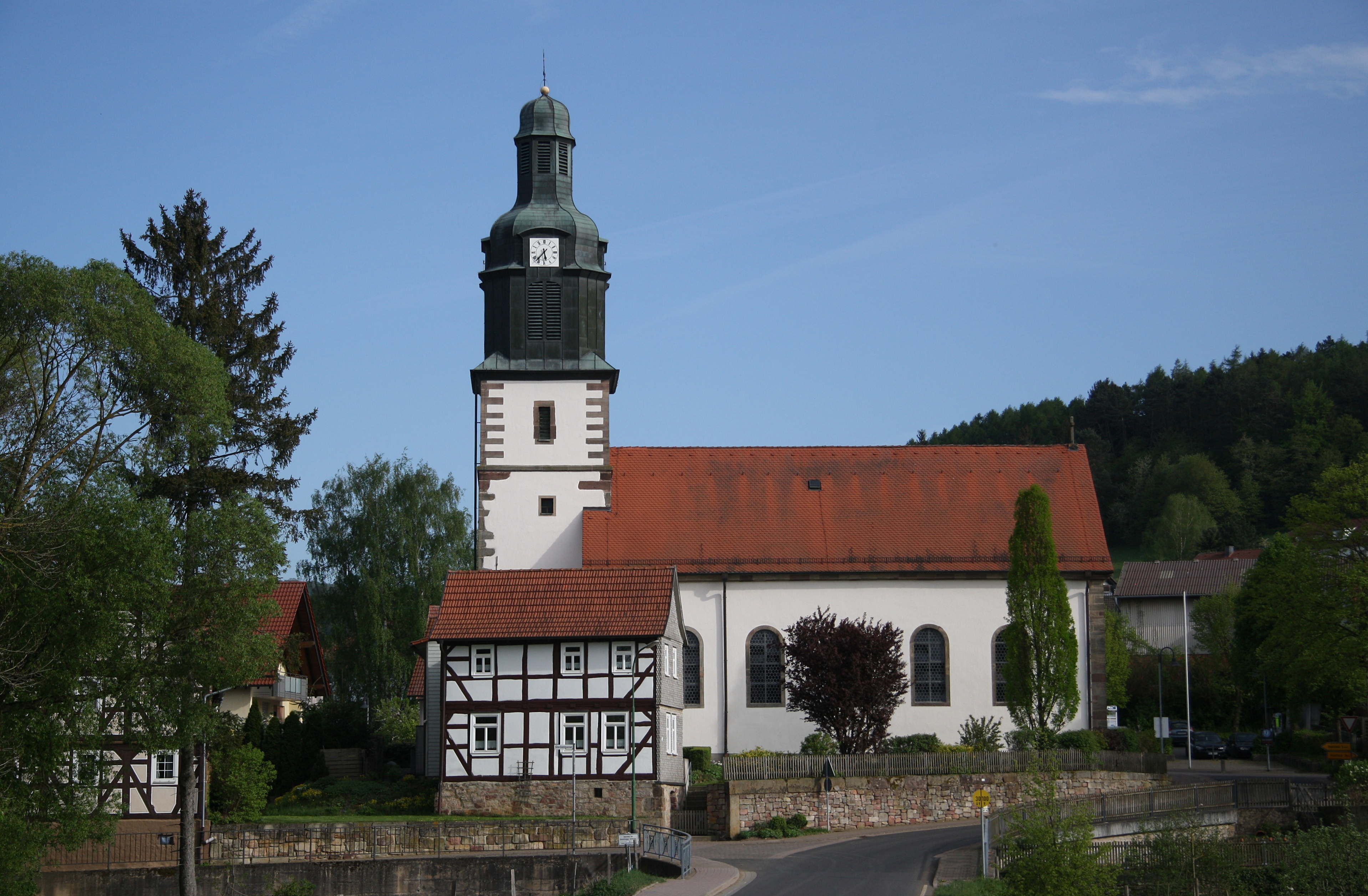
Die katholische Kirche St. Antonius der Einsiedler in Großenbach von 1840

### Ortsgeschichte
Bekanntermaßen erstmals urkundlich erwähnt wurde das Dorf im Jahr 1000 als Gruzebach im Urbar des Klosters Fulda.
- 1232 wurde es Grozenbach genannt. Die Grundherrschaft hatte das Kloster Fulda inne.
- 1436 wurde ein Sakramentshäuschen erwähnt.
- 1594 zählte Großenbach zur Pfarrei Hünfeld.
- Im Jahre 1656 wurde ein Patrozinium des heiligen Antonius Eremit genannt.
- 1787 war es der Fürstabtei Fulda, Oberamt Mackenzell zugeordnet.
- Im Zuge der Säkularisation der Fürstabtei Fulda im Jahre 1803 wechselte die Landesherrschaft zum Fürstentum Nassau-Oranien-Fulda, Fürstentum Fulda, Amt Hünfeld.
- 1812 gab es eine Pfarrkirche.

Die heutige Kirche wurde von 1838 bis 1840 erbaut. Der romanische Kirchturm stammt aus dem 11. Jahrhundert.
Hessische Gebietsreform (1970–1977)
Zum 31. Dezember 1971 wurde die bis dahin selbständige Gemeinde Großenbach im Zuge der Gebietsreform in Hessen auf freiwilliger Basis in die Stadt Hünfeld eingemeindet.
Für Großenbach wurde, wie für die übrigen bei der Gebietsreform nach Hünfeld eingegliederten Gemeinden, ein Ortsbezirk  gebildet.

### Verwaltungsgeschichte im Überblick
Die folgende Liste zeigt die Staaten und Verwaltungseinheiten, denen Großenbach angehört(e):
- vor 1803: Heiliges Römisches Reich, Hochstift Fulda, Amt/Oberamt Mackenzell
- 1803–1806: Heiliges Römisches Reich, Fürstentum Nassau-Oranien-Fulda, Fürstentum Fulda, Amt Hünfeld
- 1806–1810: Kaiserreich Frankreich, Fürstentum Fulda (Militärverwaltung)
- 1810–1813: Großherzogtum Frankfurt, Departement Fulda, Distrikt Hünfeld
- ab 1816: Kurfürstentum Hessen, Großherzogtum Fulda, Amt Hünfeld
- ab 1821/22: Kurfürstentum Hessen, Provinz Fulda, Kreis Hünfeld[8][Anm. 2]
- ab 1848: Deutscher Bund, Kurfürstentum Hessen, Bezirk Fulda
- ab 1851: Deutscher Bund, Kurfürstentum Hessen, Provinz Fulda, Kreis Hünfeld
- ab 1867: Norddeutscher Bund[Anm. 3], Königreich Preußen, Provinz Hessen-Nassau, Regierungsbezirk Kassel, Kreis Hünfeld
- ab 1871: Deutsches Reich, Königreich Preußen, Provinz Hessen-Nassau, Regierungsbezirk Kassel, Kreis Hünfeld
- ab 1918: Deutsches Reich, Freistaat Preußen, Provinz Hessen-Nassau, Regierungsbezirk Kassel, Kreis Hünfeld
- ab 1944: Deutsches Reich, Freistaat Preußen, Provinz Kurhessen, Landkreis Hünfeld
- ab 1945: Amerikanische Besatzungszone, Groß-Hessen, Regierungsbezirk Kassel, Landkreis Hünfeld
- ab 1949: Bundesrepublik Deutschland, Land Hessen (seit 1946), Regierungsbezirk Kassel, Landkreis Hünfeld
- ab 1972: Bundesrepublik Deutschland, Land Hessen, Regierungsbezirk Kassel, Landkreis Fulda, Stadt Hünfeld[Anm. 4]

### Bevölkerung
Einwohnerentwicklung
- 1812: 1812: 59 Feuerstellen, 463 Seelen[1]

| Großenbach: Einwohnerzahlen von 1812 bis 2015 | Großenbach: Einwohnerzahlen von 1812 bis 2015 | Großenbach: Einwohnerzahlen von 1812 bis 2015 | Großenbach: Einwohnerzahlen von 1812 bis 2015 | Großenbach: Einwohnerzahlen von 1812 bis 2015 |
| --- | --------------------------------------------- | --------------------------------------------- | --------------------------------------------- | --------------------------------------------- |
| Jahr |                                               |                                               |                                               | Einwohner                                     |
| 1812 | 1812                                          |                                               | 463                                           | 463                                           |
| 1834 | 1834                                          |                                               | 516                                           | 516                                           |
| 1840 | 1840                                          |                                               | 513                                           | 513                                           |
| 1846 | 1846                                          |                                               | 505                                           | 505                                           |
| 1852 | 1852                                          |                                               | 493                                           | 493                                           |
| 1858 | 1858                                          |                                               | 465                                           | 465                                           |
| 1864 | 1864                                          |                                               | 479                                           | 479                                           |
| 1871 | 1871                                          |                                               | 460                                           | 460                                           |
| 1875 | 1875                                          |                                               | 441                                           | 441                                           |
| 1885 | 1885                                          |                                               | 396                                           | 396                                           |
| 1895 | 1895                                          |                                               | 400                                           | 400                                           |
| 1905 | 1905                                          |                                               | 448                                           | 448                                           |
| 1910 | 1910                                          |                                               | 461                                           | 461                                           |
| 1925 | 1925                                          |                                               | 440                                           | 440                                           |
| 1939 | 1939                                          |                                               | 462                                           | 462                                           |
| 1946 | 1946                                          |                                               | 643                                           | 643                                           |
| 1950 | 1950                                          |                                               | 670                                           | 670                                           |
| 1956 | 1956                                          |                                               | 775                                           | 775                                           |
| 1961 | 1961                                          |                                               | 750                                           | 750                                           |
| 1967 | 1967                                          |                                               | 828                                           | 828                                           |
| 1970 | 1970                                          |                                               | 820                                           | 820                                           |
| 1980 | 1980                                          |                                               | ?                                             | ?                                             |
| 1990 | 1990                                          |                                               | ?                                             | ?                                             |
| 2000 | 2000                                          |                                               | ?                                             | ?                                             |
| 2011 | 2011                                          |                                               | 876                                           | 876                                           |
| 2015 | 2015                                          |                                               | 882                                           | 882                                           |
| Datenquelle: Historisches Gemeindeverzeichnis für Hessen: Die Bevölkerung der Gemeinden 1834 bis 1967. Wiesbaden: Hessisches Statistisches Landesamt, 1968. Weitere Quellen: LAGIS; Stadt Hünfeld; Zensus 2011 |                                               |                                               |                                               |                                               |

Einwohnerstruktur 2011
Nach den Erhebungen des Zensus 2011 lebten am Stichtag, dem 9. Mai 2011, in Großenbach 876 Einwohner. Darunter waren 6 (0,7 %) Ausländer.
Nach dem Lebensalter waren 183 Einwohner unter 18 Jahren, 366 zwischen 18 und 49, 153 zwischen 50 und 64 und 161 Einwohner waren älter.
Die Einwohner lebten in 345 Haushalten. Davon waren 96 Singlehaushalte, 97 Paare ohne Kinder und 132 Paare mit Kindern, sowie 24 Alleinerziehende und 6 Wohngemeinschaften. In 78 Haushalten lebten ausschließlich Senioren und in 219 Haushaltungen lebten keine Senioren.
Religionszugehörigkeit
| • 1885: | 8 evangelische (= 2,02 %), 388 katholische (= 97,98 %) Einwohner   |
| • 1961: | 90 evangelische (= 12,00 %), 640 katholische (= 85,33 %) Einwohner |

## Politik
Für Großenbach besteht ein Ortsbezirk (Gebiete der ehemaligen Gemeinde Großenbach) mit Ortsbeirat und Ortsvorsteher nach der Hessischen Gemeindeordnung. Der Ortsbeirat besteht aus sieben Mitgliedern. Bei den Kommunalwahlen in Hessen 2021 betrug die Wahlbeteiligung zum Ortsbeirat 56,96 %. Alle Kandidaten gehören der „Bürgerliste Großenbach“ an. Der Ortsbeirat wählte Armin Heil zum Ortsvorsteher.

## Verkehr
Nordwestlich vorbei an Großenbach verläuft jenseits der Hasel die von Rasdorf kommende und nach Hünfeld führende Bundesstraße 84, mit welcher der Ort durch die Kreisstraße 31 verbunden ist; diesseits der Hasel verläuft parallel zur B 84 die K 122 nach Hünfeld. Den öffentlichen Personennahverkehr stellt die Lokale Nahverkehrsgesellschaft Fulda mit den Buslinien 76 und 87 sicher.